# Xoy
Xoy es una localidad del municipio de Peto en Yucatán, México.

## Toponimia
El nombre (Xoy) proviene del idioma maya.

## Demografía
Según el censo de 2005 realizado por el INEGI, la población de la localidad era de 684 habitantes, de los cuales 336 eran hombres y 348 eran mujeres.
| 79                          | 60 | 169 | 173 | 244 | 272 | 324 | 383 | 475 | 664 | 689 | 676 | 684 |
| (Fuente: INEGI [Consultar]) |    |     |     |     |     |     |     |     |     |     |     |     |